# Smokey and the Bandit
Smokey and the Bandit (Agarre-me se Puderes (português brasileiro) ou Os Bons e os Maus (português europeu)) é um filme estadunidense de comédia e aventura, dirigido em 1977 por Hal Needham. Depois de Star Wars, foi a maior bilheteria de cinema daquele ano nos Estados Unidos.

## Sinopse
Os caminhoneiros Bandit, seu parceiro "Homem de Neve" são contratados pela dupla Big Eno e Little Eno para transportarem ilegalmente quatrocentas caixas de cerveja Coors de Texarkana (Texas) para a Georgia. "Homem de Neve" o fará em seu caminhão e Bandit o auxiliará com seu Pontiac Trans Am para despistar a polícia. No meio da viagem eles conhecem Carrie, que fugiu de um casamento com Júnior, filho do xerife Buford T. Justice, que passa a persegui-los.

## Elenco
- Burt Reynolds…Bo "Bandit" Darville
- Sally Field…Carrie
- Jackie Gleason…Xerife Buford T. Justice
- Jerry Reed…Cledus "Bola de Neve" Snow
- Mike Henry…Junior
- Pat McCormick…Big Enos
- Paul Williams…Little Enos

## Produção
Além de Burt Reynolds e Sally Field, que eram noivos na época, o filme teve como grande atração os carro esportivo Pontiac Trans Am, pilotados por Reynolds. Filmado na Georgia (Estados Unidos), teve duas continuações: em 1980, Smokey and the Bandit II ("Desta Vez Te Agarro", no Brasil), do mesmo diretor e a última com a dupla de protagonistas. A terceira foi feita em 1983. Em 1994 foi realizada uma série de filmes para a TV (Bandit Goes Country, Bandit Bandit, Beauty and the Bandit and Bandit's Silver Angel) com roteiro e direção do mesmo Hal Needham.